# Yves Mirande
Yves Mirande, pseudonimo di Anatole Charles Le Querrec (Bagneux, 8 maggio 1876 – Parigi, 17 marzo 1957), è stato un commediografo, sceneggiatore e regista francese.

## Biografia
Yves Mirande nacque a Bagneux (Maine e Loira) l'8 maggio 1876.
Iniziò a lavorare nel giornalismo, distinguendosi per l'acutezza, dopo di che entrò nella segreteria di un ministro come sotto-prefetto, ma preferì avvicinarsi al mondo dello spettacolo, dapprima dedicandosi al teatro con la scrittura di commedie piacevoli, brillanti e di successo, come Il cacciatore della casa di Maxim (1920), Il buco nel muro (1929).
Scrisse complessivamente centodiciotto copioni di commedie per il teatro, oltre a libretti per operette, pezzi di boulevard e, dopo l'avvento del sonoro, soggetti e sceneggiature per il cinema.
Successivamente esordì alla regia con Quel diavolo di ragazza (1935), dopo di che diresse una ventina di film. Fece parte della colonia francese di Hollywood per alcuni mesi, poi al suo rientro in patria collaborò con la Paramount Pictures con la carica di direttore artistico.
Mirande si dimostrò un artista versatile e nel 1935 realizzò sceneggiature, dialoghi, adattamenti, oltre alle regie.
Il suo maggiore successo cinematografico risultò Dietro la facciata (1939), un pregevole giallo alla Georges Simenon.
Come autore e regista affrescò con un umorismo acuto la morale contemporanea, aggiungendovi elementi canzonatori e sfumature di erotismo, dimostrandosi abile nel miscelare i generi per far risaltare la commedia sociale.
Nel 1940 si impegnò con la satira politica realizzando L'anno 40, ma il film fu censurato dal governo di Vichy, e dopo questa esperienza abbandonò la regia per dedicarsi ai dialoghi e alle sceneggiature, soprattutto per Jules Auguste César Muraire e Fernandel.
Il suo ultimo contributo cinematografico risultarono i dialoghi di una nuova versione de Le due orfanelle (1954) di Giacomo Gentilomo.
Sposato con Simone Berriau, Yves Mirande morì a Parigi il 17 marzo 1957.

## Filmografia

### Sceneggiatore
- La Tournée des grands ducs, regia Léonce Perret (1910)
- Chignon d'or, regia di André Hugon (1916)
- Tout va très bien madame la marquise, regia di Henry Wulschleger (1936)
- Carnet di ballo (Un carnet de bal), regia di Julien Duvivier (1937)
- Sweet Devil, regia di René Guissart (1938)
- La portatrice di pane (La porteuse de pain), regia di Maurice Cloche (1950)
- Le due orfanelle, regia di Giacomo Gentilomo (1954)
- C'est la vie parisienne, regia di Alfred Rode (1954).

### Regista
- Baccara (1935)
- 7 uomini e una donna (Sept hommes, une femme) (1936)
- Le Grand Refrain (1936)
- Messieurs les ronds-de-cuir (1936)
- Caffè internazionale (Café de Paris) (1938), co-regia con Georges Lacombe
- Moulin-Rouge, regia di André Hugon (1941)